# Alfred d'Orsay

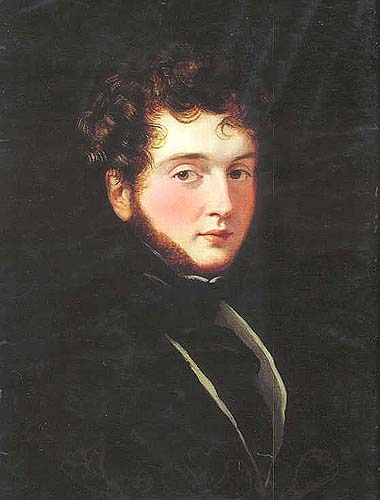
Alfred Guillaume Gabriel, conde d'Orsay, por George Hayter.

Alfred Guillaume Gabriel Grimod, conde D'Orsay (París, 4 de septiembre de 1801 - Chambourcy, Yvelines, 4 de agosto de 1852), fue un artista aficionado, mecenas y dandi francés de mediados del siglo XIX.

## Biografía
Nació en París, segundo hijo de Albert Gaspard Grimod, general bonapartista, y de Eleanore de Franquemont, hija ilegítima del Duque de Württemberg y la italiana Anne Franchi. Su hermano mayor murió en la infancia.
En 1821, ingresó en el ejército francés de la Restauración borbónica contra sus tendencias bonapartistas y asistió a la coronación fastuosa del rey Jorge IV en Londres, donde ese mismo año formó un conocido círculo con el primer Conde de Blessington y la condesa.
En la primavera de 1823, se reunió con Lord Byron en Génova, hay correspondencia publicada del poeta de este período que contiene numerosas referencias a regalos y logros de D'Orsay y a su peculiar relación con la familia de Blessington. Un diario que D'Orsay había mantenido durante su visita a Londres en 1821 en secreto fue sometido a inspección de Byron y elogiado por su conocimiento de los hombres y las buenas costumbres.

### Matrimonio
El 1 de diciembre de 1827, D'Orsay se casó con Lady Harriet Gardiner, una chica de quince años, hija de Lord Blessington con su esposa anterior; fue por demás infeliz, separándose legalmente en 1838, teniendo que pagar más de 100 000£ a sus acreedores a cambio de renunciar a todos los reclamos a la finca de Blessington de D'Orsay.
Después de la muerte de Lord Blessington, que ocurrió en 1829, la condesa viuda regresó a Inglaterra, acompañada de D'Orsay a su casa donde la convirtió en un centro vacacional de la sociedad literaria y artística de moda de Londres. Su habilidad como pintor y escultor fue demostrada en numerosos retratos y estatuas representando a sus amigos.
Uno de sus invitados más frecuentes era el príncipe Luis Napoleón. En 1849 el conde quebró y fue a París con Lady Blessington, pero ella murió unas semanas después de su llegada, en 1852. Napoleón III finalmente le dio el cargo de director del Bellas Artes; sin embargo, D'Orsay contrajo una infección espinal y murió el 4 de agosto de 1852.